# Gabriel Gascon
Gabriel Gascon (* 8. Januar 1927 in Montreal; † 30. Mai 2018 ebenda) war ein kanadischer Schauspieler.
Sein Filmdebüt gab Gabriel Gascon 1952 als Janedo im kanadischen Film Étienne Brûlé gibier de potence. Bekannt wurde er in seiner Heimat vor allem durch die Rolle des Thomas Bédard in der Serie 14, rue de Galais (1954–1957). Mitte der 1960er Jahre war er in Frankreich tätig. So spielte er u. a. 1966 in Bertrand Bliers Wenn ich ein Spion wäre, 1968 den Vater von Claude Jade in André Hunebelles Der Rächer aus dem Sarg, 1972 den Capitaine Alexandre Poul in René Allios Aufruhr in den Cevennen, 1977 den Pannequin in Alain Corneaus Lohn der Giganten. In Deutschland spielte er den Dr. Battius in Die Lederstrumpferzählungen (1969). Seine Karriere verlagerte sich inzwischen wieder nach Kanada (unter anderem Alan Rudolphs Mrs. Parker und ihr lasterhafter Kreis, Possible Words mit Tilda Swinton). Für seine Leistung in Le Marais wurde Gascon 2002 für den Genie Award nominiert.

## Filmografie (Auswahl)
- 1952: Étienne Brûlé gibier de potence
- 1956–1963: Les belles histoires des pays d'en haut (Fernsehserie, 8 Folgen)
- 1967: Les Chevaliers du ciel (Fernsehserie, 13 Folgen)
- 1968: Der Rächer aus dem Sarg (Sous le signe de Monte-Cristo)
- 1968: Der Sergeant (The Sergeant)
- 1969: Die Lederstrumpferzählungen (Fernseh-Vierteiler)
- 1969: D’Artagnan (Miniserie, 1 Folge)
- 1972: Der Aufruhr in den Cevennen (Les camisards)
- 1973: Die Abenteuer des Monsieur Vidocq (Les Nouvelles Aventures de Vidocq; Fernsehserie, 2 Folgen)
- 1977: Lohn der Giganten (La Menace)
- 1983: Tödliche Freundschaft (Lucien Brouillard)
- 1993: Matusalem – Der Fluch des Piraten (Matusalem)
- 1994: Mrs. Parker und ihr lasterhafter Kreis (Mrs. Parker and the Vicious Circle)
- 2000: Possible Words
- 2000: Nürnberg – Im Namen der Menschlichkeit (Nuremberg; Fernsehfilm)
- 2002: Looking for Leonard
- 2002: Le marais
- 2012: Mars et Avril